# Dysstroma cervinifascia
Dysstroma cervinifascia är en fjärilsart som beskrevs av Walker 1862. Dysstroma cervinifascia ingår i släktet Dysstroma och familjen mätare. Inga underarter finns listade i Catalogue of Life.